# San Gavino di Fiumorbo
San Gavino di Fiumorbo (in francese San-Gavino-di-Fiumorbo, in corso San Gavinu di Fiumorbu) è un comune francese di 183 abitanti situato nel dipartimento dell'Alta Corsica nella regione della Corsica.

## Società

### Evoluzione demografica
Abitanti censiti